# CLEC2D
CLEC2D (англ. C-type lectin domain family 2 member D) – білок, який кодується однойменним геном, розташованим у людей на короткому плечі 12-ї хромосоми. Довжина поліпептидного ланцюга білка становить 191 амінокислот, а молекулярна маса — 21 849.
| 10         |  | 20         |  | 30         |  | 40         |  | 50         |
| ---------- |  | ---------- |  | ---------- |  | ---------- |  | ---------- |
| MHDSNNVEKD |  | ITPSELPANP |  | GCLHSKEHSI |  | KATLIWRLFF |  | LIMFLTIIVC |
| GMVAALSAIR |  | ANCHQEPSVC |  | LQAACPESWI |  | GFQRKCFYFS |  | DDTKNWTSSQ |
| RFCDSQDADL |  | AQVESFQELN |  | FLLRYKGPSD |  | HWIGLSREQG |  | QPWKWINGTE |
| WTRQFPILGA |  | GECAYLNDKG |  | ASSARHYTER |  | KWICSKSDIH |  | V          |

A: Аланін

C: Цистеїн

D: Аспарагінова кислота

E: Глутамінова кислота

F: Фенілаланін

G: Гліцин

H: Гістидин

I: Ізолейцин

K: Лізин

L: Лейцин

M: Метіонін

N: Аспарагін

P: Пролін

Q: Глутамін

R: Аргінін

S: Серин

T: Треонін

V: Валін

W: Триптофан

Кодований геном білок за функцією належить до рецепторів. 
Задіяний у такому біологічному процесі, як альтернативний сплайсинг. 
Білок має сайт для зв'язування з лектинами. 
Локалізований у клітинній мембрані, мембрані, ендоплазматичному ретикулумі.